# 塔蘭春峰
46°38′05″N 9°20′29″E / 46.6347°N 9.34138°E

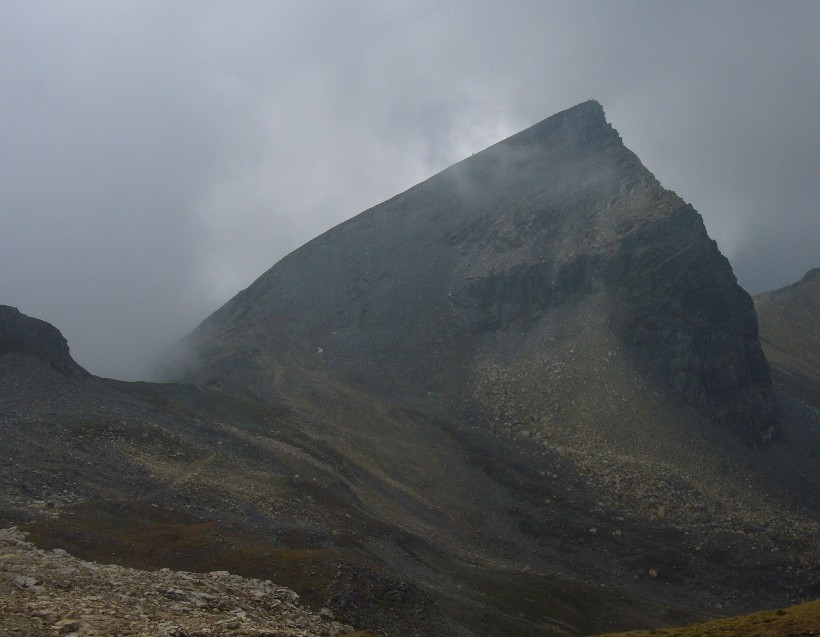

塔蘭春峰（Piz Tarantschun），是瑞士的山峰，位於該國東南部，由格勞賓登州負責管轄，屬於施普呂根山脈的一部分，海拔高度2,769米，每年平均降雨量1,929毫米。